# نيكولا ستروم
نيكولا ستروم (30 سبتمبر 1994 بمالديخيم في بلجيكا - ) هو لاعب كرة قدم بلجيكي في مركز الهجوم. شارك مع منتخب بلجيكا تحت 17 سنة لكرة القدم ومنتخب بلجيكا تحت 18 سنة لكرة القدم ومنتخب بلجيكا تحت 19 سنة لكرة القدم. أما مع النوادي، فقد لعب مع زولته فاريجيم ونادي كلوب بروج.

## روابط خارجية
- نيكولا ستروم على موقع الاتحاد البلجيكي (الإنجليزية)
- نيكولا ستروم على موقع قاعدة بيانات كرة القدم.إي يو (الإنجليزية)
- نيكولا ستروم على موقع Soccerway.com (الإنجليزية)
- نيكولا ستروم على موقع عالم كرة القدم.نت (الإنجليزية)
- نيكولا ستروم على موقع AS.com (الإسبانية)